# Drzewo poznania dobra i zła

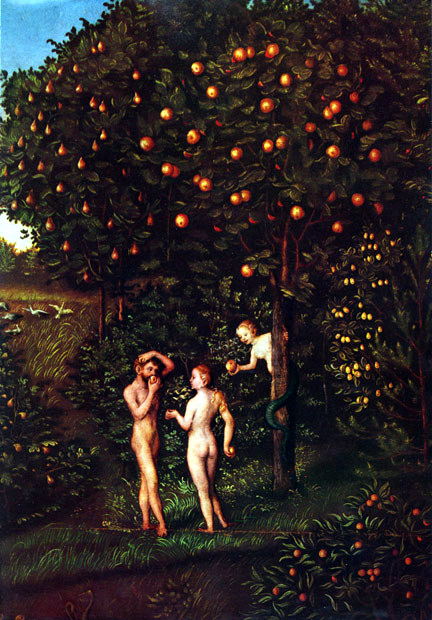
Upadek ludzi – obraz autorstwa XVI-wiecznego niemieckiego artysty Lucasa Cranacha

Drzewo poznania dobra i zła (drzewo wiedzy) – pojęcie biblijne właściwe dla religii abrahamowych. Drzewo rosnące wewnątrz Edenu, którego owoców pierwszym rodzicom, Adamowi i Ewie, nie wolno było jeść.

## Relacja biblijna
Według opowieści biblijnej Księgi Rodzaju (Rdz 2,9), Bóg, zasadziwszy rajski ogród – Eden, sprawił, że w jego środku wyrosło drzewo życia i (nie wiadomo gdzie) drzewo poznania dobra i zła. Pierwsi ludzie mogli jeść owoce wszystkich drzew ogrodu (łącznie z owocami z Drzewa Życia), z wyjątkiem owoców z drzewa poznania dobra i zła. Ewa i Adam zostali zwiedzeni przez węża (szatana), który obiecał im, że gdy przekroczą Boży zakaz, staną się tacy jak Bóg: poznają dobro i zło. Ewa zjadła więc zakazany owoc i poznali tym samym grzech. Konsekwencją nieposłuszeństwa było wygnanie pierwszych ludzi z Edenu, którego strzegły od tej pory cheruby i połyskujące ostrze miecza.

## Znaczenie poznania w języku hebrajskim
Hebrajskie słowo „jada” przetłumaczone zostało jako „poznanie”. Czasownik ten ma jednak szersze znaczenie i oznacza nie tyle „poznać coś”, ale „zapanować nad czymś”, „opanować coś”. Tekst Księgi Rodzaju nie mówi nam, że Adam i Ewa poznali dobro i zło, ale zapanowali nad nim, samemu chcąc decydować o tym, co właściwe.

## W tradycji judaistycznej

### Filon z Aleksandrii
Filon z Aleksandrii, uczony Żyd z Aleksandrii, który studiował wiarę judaizmu w świetle filozofii greckiej, analizował sens drzewa poznania dobra i zła w dziele O stworzeniu świata (De opificio mundi). W trakcie refleksji myśl filozofa prawie natychmiast, niepostrzeżenie przechodzi z sensu dosłownego w alegoryczny. Drzewo poznania dobra i zła jest dla niego symbolem mądrości, roztropności, dającej duszy zdolność rozeznawania. Raj dla Filona jest bowiem symbolem ludzkiej duszy. Zerwanie owoców z drzewa oznaczało naruszenie tej mądrości w duszy człowieka. Adam jest symbolem inteligencji, Ewa zaś świata zmysłów. Ewa została ukazana jako wzięta z żebra Adama w czasie jego snu, dlatego że gdy inteligencja śpi, rozbudza się zmysłowość. W raju, zmysły były pomocą inteligencji. Byli oni nadzy, co oznaczało, że przed upadkiem byli w stanie, który nie charakteryzował się ani cnotami, ani wadami. Wąż był symbolem doznawania przyjemności w sposób nieuporządkowany, które w konsekwencji sprawia, że człowiek pełza po ziemi. A podążanie za tymi przyjemnościami niesie za sobą karę; człowiek skazany jest na ciężką pracę na roli, by nie być głodnym. Zerwanie owocu z drzewa poznania, dokonane za namową węża, oznaczało naruszenie mądrości i roztropności.

### Inne interpretacje
Pięcioksiąg nie określa jakiego rodzaju był owoc drzewa poznania, tradycja hebrajska widzi tu owoc winnego krzewu, bo – jak mówi Talmud – nie ma nic bardziej wprowadzającego człowieka w upojenie, niż wino. Według innej interpretacji talmudycznej i midraszy drzewo to było figowcem lub cytronem, a nawet łodygą pszenicy (Bereishis Rabah 15:7; 19:1; Zohar Bereishis 36a and Noach 73a). W europejskiej sztuce średniowiecza i renesansu drzewem rosnącym w raju była jabłoń, a jej owocami "rajskie jabłka".
Temat drzewa poznania dobra i zła w raju jest związany ściśle z grzechem, jako centralnym fenomenem dzisiejszej kondycji ludzkiej. Niektóre judaistyczne nurty rabinicznych debat na ten temat wskazują, że u podłoża całego występku polegającego na przekroczeniu zakazów Bożych leży pewna nadgorliwość, pewna Adamowa chęć bycia bardziej boskim od Boga. Bóg rzekł bowiem do Adama przed stworzeniem Ewy, by ten nie spożywał owocu ("z drzewa poznania dobra i zła nie wolno ci jeść, bo gdy z niego spożyjesz, niechybnie umrzesz"). Później podczas kuszenia, Wąż zapytał Ewę, czy to prawda, że nie mogą jeść z żadnego drzewa z całego Edenu. Ewa odparła, wedle tego, co musiał wcześniej powtórzyć jej Adam, że w ogóle nie mogą go dotykać ("Nie wolno nam jeść z niego, a nawet go dotykać"). I oto – komentują rabini: wąż wykorzystał przesadną ortodoksję Adama i wykazał Ewie, że sam dotyk nie czyni nic złego (wpierw "Zerwała zatem z niego owoc", a dopiero potem "skosztowała").

## W tradycji chrześcijańskiej
Większość teologów chrześcijańskich jest zgodnych, że drzewo poznania dobra i zła reprezentuje (lub symbolizuje) Boży porządek. Grzech Adama i Ewy polegał właśnie na zakwestionowaniu tego ładu. W ortodoksyjnej tradycji chrześcijańskiej spożycie owocu z drzewa poznania dobra i zła, nazwane grzechem pierworodnym, było zawsze uznawane za czyn dokonany przy pomocy wolnej woli – było więc wyrazem nieposłuszeństwa Bogu, spowodowanego pychą i nierozumnością (insipientia), zasianymi przez kusiciela. Konsekwencją spożycia przez pierwszych ludzi owocu zakazanego było zranienie natury samego człowieka, które dotknęło cały rodzaj ludzki – każdy człowiek ma naturę skłonną do słabości i zła, dziedzicząc konsekwencje tamtego upadku (grzech pierworodny). Czyn pierwszych rodziców miał wymiar kosmiczny, cały świat stworzony poddany został marności i "niewoli zepsucia" (por. Rz 8,20-22), pojawiła się w nim śmierć i grzech (por. Rz 5,12-14). Owoc zakazany kojarzony był z jabłkiem, prawdopodobnie dlatego, że łacińskie słowa oznaczające „jabłko” i „zło” są identyczne w pisowni – malum.

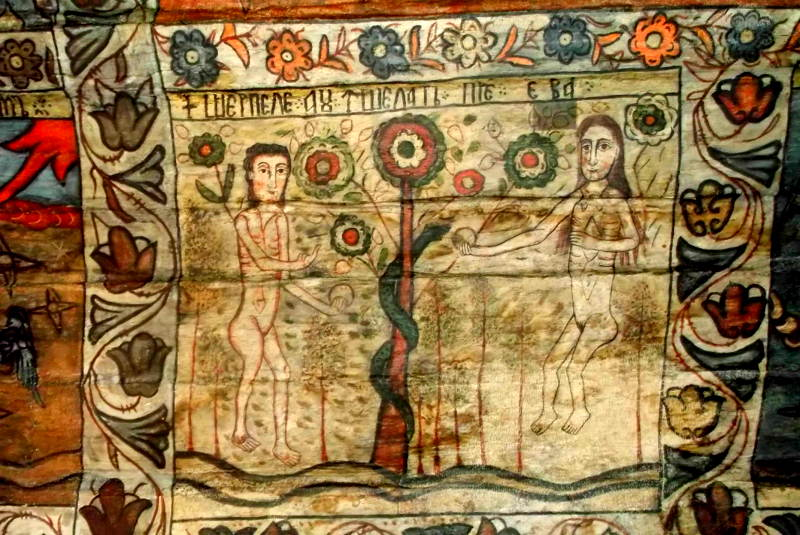
Rumunia, malowana drewniana cerkiew w Desesti z 1770 r.

### Realizm symboliczny a nie mitologia
Symbol drzewa poznania dobra i zła użyty w opowiadaniu biblijnym jest znany także w innych starożytnych pozabiblijnych źródłach, kojarzy się np. ze świętym drzewem kananejskim, a sam Eden z sumeryjską krainą Dilmum, babilońskim cedrowym lasem Irnini albo z ogrodem Siduri.
Chrześcijańska teologia uznaje jednak, że gatunek literacki użyty w opowiadaniu biblijnym o stworzeniu świata w Rdz, 1-3 nie jest narracją mitologiczną. Należy dostrzec w nim realizm symboliczny – jest to bowiem przekaz o realnych, zaistniałych w historii wydarzeniach, zapisany językiem symboli. Trzy cechy radykalnie odróżniają opowieść biblijną od mitu: 1. mimo iż Biblia podaje dwa różne opisy stworzenia, mówią one o jednym i tym samym wydarzeniu, 2. stworzenie człowieka zostało dokonane przez samego Boga ze względu na miłość i 3. człowiek został stworzony jako całkowicie dobry na obraz i podobieństwo Boże. Odczytywanie opowiadania biblijnego jako narracji historycznej chrześcijaństwo przejęło od Izraela, dla którego "początki ludzkości, których nie da się przecież chronologicznie zrekonstruować, stanowią wydarzenie w dziejach, obdarzone własnym obiektywizmem. Jako takie jedynie może być opowiadane". Augustyn z Hippony uważał w duchu realizmu symbolicznego, że z jednej strony nie można wątpić, że drzewo poznania dobra i zła było faktycznie drzewem, z drugiej zaś należy starać się odczytać jego znaczenie symboliczne. Podkreślał też, że "drzewo to nie miało owoców szkodliwych, ponieważ ten, który uczynił wszystko bardzo dobrym, nie ustanowił w raju czegoś złego. Złem natomiast dla człowieka było przekroczenie przykazania", nieposłuszeństwo. Zjedzenie owocu z drzewa poznania dobra i zła było też naruszeniem porządku natury, hierarchii wartości, odwróceniem się od Stwórcy i zwróceniem ku stworzeniu. Wcześniej stwierdził to Teofil z Antiochii: drzewo to nie przynosiło śmierci, lecz wiedzę, która jest dobra, jeśli korzysta się z niej we właściwy sposób.

### Jan Paweł II – teologia ciała a drzewo poznania
Zasadzenie drzewa poznania dobra i zła w raju miało być próbą, sprawdzianem relacji Adama i Ewy do Boga. Ze swej natury mieli oni słuchać słowa Boga w całej jego prawdzie oraz przyjąć miłość w całej pełni wymagań Jego stwórczej woli. Zerwanie owocu z tego drzewa było okazaniem niewierności wobec tych dwóch postaw i, jako takie, miało również znaczenie symbolu: niewiernej postawy stworzenia rozumnego wobec Boga. Jednocześnie nieposłuszeństwo to spowodowało utratę pierwotnej niewinności, czego oznaką w doczesności jest graniczne doświadczenie wstydu.
Według Jana Pawła II zerwanie owocu z drzewa poznania dobra i zła jest symbolicznym ukazaniem poznania dobra i zła z pozycji doświadczenia i przeżycia zła, czyli zawinionej utraty dobra. Było to złamanie przymierza z Bogiem, w którym żyli pierwsi małżonkowie. Wydarzenie to zmieniło świat, stworzony przez Boga jako dobry. Skutkiem bowiem zerwania owocu – wydarzenie to papież nazywa biblijnym początkiem człowieka historycznego – jest w sercu człowieka trojaka pożądliwość: pożądliwość ciała, pożądliwość oczu i pycha tego życia (1 J 2,16), o której mówi teologia Janowa. Jednym ze skutków spożycia z drzewa poznania jest zatem to, że mężczyźni i kobiety mają pokusę patrzeć na siebie pożądliwe, co piętnuje Chrystus w Kazaniu na górze (por. Mt 5, 27-28).

### Współczesne neo-gnostyckie interpretacje
Niektórzy współcześni myśliciele z nurtu chrześcijańskiego egzystencjalizmu – w szczególności Lew Szestow i Nikołaj Bierdiajew – zainspirowani myślą Nietzschego utożsamiali zerwanie owocu z drzewa poznania dobra i zła z przejściem od pierwotnego stanu "poza dobrem i złem" do stanu rządzonego przez etykę.
Błąd podobnego rozumowania wykazywał już na przełomie IV/V w. Augustyn z Hippony. Wśród ojców Kościoła rozpowszechniona była teza o zaistnieniu możliwości prokreacji u pierwszej pary ludzkiej dopiero po grzechu, pelagianie z kolei twierdzili, że dopiero wraz z upadkiem pierwsi rodzice uzyskali zdolność odczuwania wstydu. Augustyn wykazywał, że według takiej absurdalnej logiki, Adam i Ewa – stworzeni jako doskonali przez Boga – potrzebowali grzechu by pełniej stać się osobami.
Przed taką interpretacją przestrzegał również Anastazy z Synaju (VII w.). Według tego wschodniego ojca w błąd ten popadali wszyscy ci, którzy podchodząc do opisu z Księgi Rodzaju literalnie, nie potrafili duchowo odczytać opowiadania o owocach i drzewach w raju. Podobnie jak manichejczycy i ofici, czcili oni węża jako dobroczyńcę, który dostarczył ludziom pożywienia, które sprawiło, że otworzyły się im oczy. Dzięki wężowi doszło do pożycia małżeńskiego, a w konsekwencji także i powstania świata. W tej logice również i Wcielenie Syna Bożego zawdzięczamy wężowi.

### W świetle objawień prywatnych
Objawienia prywatne XVIII-wiecznej niemieckiej mistyczki, bł. Anny Katarzyny Emmerich, przedstawiają drzewo poznania dobra i zła realistycznie. Pień drzewa poznania pokryty był łuskami, jak u palmy, liście duże, szerokie wyrastały bezpośrednio z pnia. Wśród nich wisiały owoce po pięć w kształcie grona, jeden w środku, a naokoło cztery szypułki. Owoc koloru "cukru brunatnego" o czerwonym miąższu podobny był bardziej do gruszki lub figi, aniżeli do jabłka.

### W sztuce sakralnej
Drzewo poznania i upadek pierwszych ludzi miały liczne przedstawienia w sztuce sakralnej. Według niektórych chrześcijańskich tradycji, w szczególności wczesnośredniowiecznych, to właśnie z tego drzewa pochodziły belki, z których zrobiony został krzyż dla Jezusa Chrystusa, a Golgota byłaby wedle tych legend miejscem pochówku Adama. Wówczas krew Chrystusa spływająca z tego krzyża-drzewa "ochrzciłaby" i odkupiła grzech Adama i Ewy.